# Gustaf Gyllenhammar
Axel Gustaf Gyllenhammar, född 2 november 1839 i Norrtälje, död 8 april 1918 i Bollnäs, var en svensk jägmästare. 
Efter examen från Skogsinstitutet 1860 blev Gyllenhammar extra överjägare i Uppsala län 1861, överjägare i Jämtlands län 1867, jägmästare i Härjedalens revir 1869, i Södra Hälsinglands revir 1871 och i Gästriklands revir från 1890–1904. Han var skogsförvaltare vid Ljusne-Woxna AB från 1872 och kontrollant vid Helsinglands Enskilda Banks kommissionskontor i Bollnäs från 1900.
Han var gift med Bricken Gyllenhammar, född Weng (1852-1939).